# Elie Saab

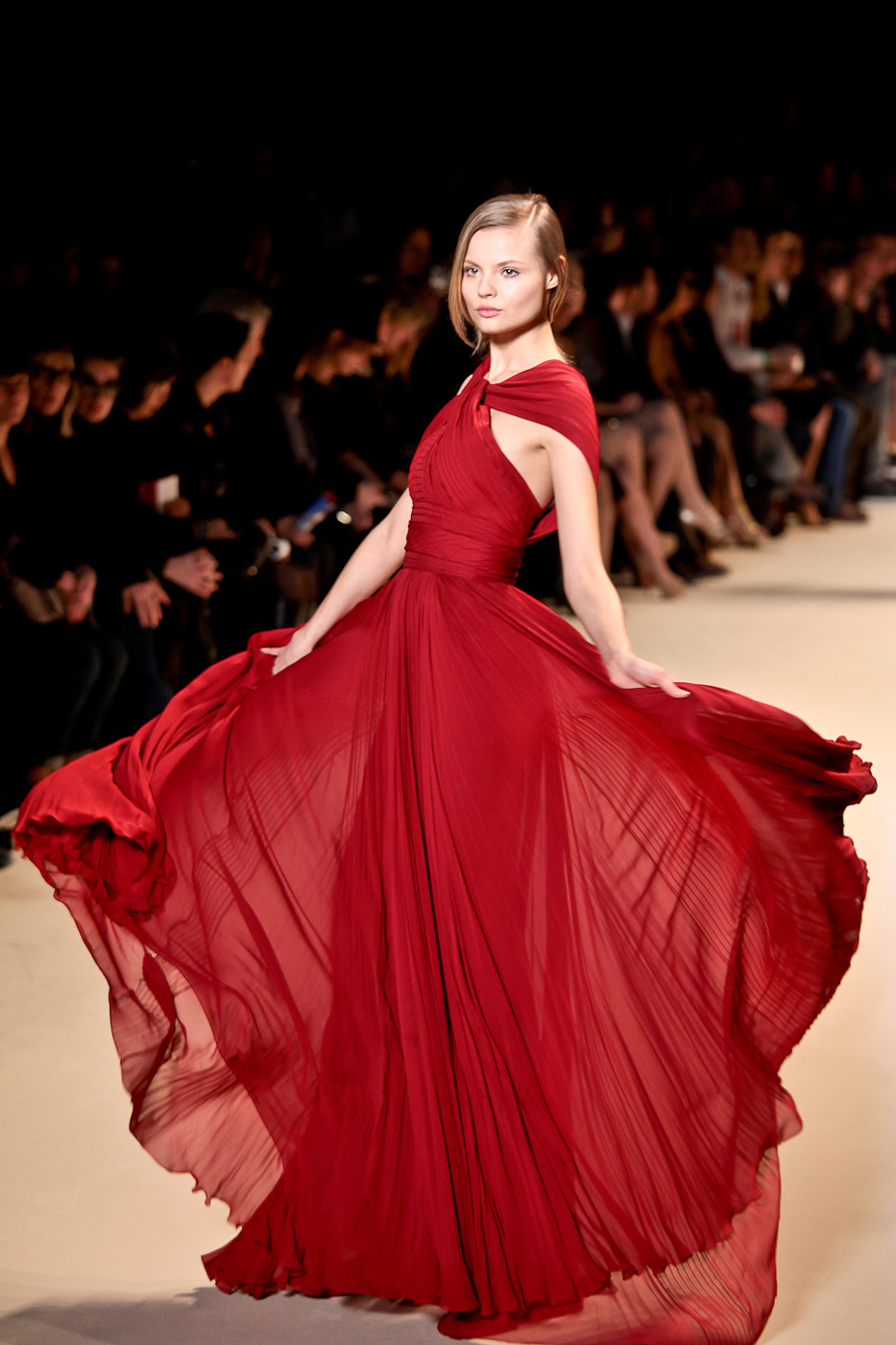
Den polska fotomodellen Magdalena Frąckowiak iförd en klänning designad av Elie Saab.

Elie Saab, arabiska إيلي صعب, född 4 juli 1964 i Beirut, Libanon, är en libanesisk modeskapare. Han är medlem av Chambre Syndicale de la Haute Couture och har därmed rätt att visa sina kollektioner vid haute couture-visningar i Paris.
Saab har bland annat designat brudklänningen åt Stéphanie av Luxemburg och ett antal klänningar åt kronprinsessan Victoria.